# 링 오브 아너 레슬링
《링 오브 아너 레슬링》(영어: Ring of Honor Wrestling)은 링 오브 아너의 주간 TV 프로그램이다. HDNet에서 2009년 2월 28일 첫 녹화 후 그 해 3월 21일에 방영을 시작하였고 HDNet과 링 오브 아너의 계약만료로 인해 2011년 4월 4일자로 종영되었으나, 링 오브 아너가 미국 최대 방송 그룹 싱클레어 브로드캐스트 그룹(SBG)에 매각되고 2011년 8월 13일 녹화 후 2011년 9월 24일부터 다시 방영이 재게되어 매주 토요일 방영되고 있다. 또한 시청권역 밖에 거주중인 시청자들을 위해 자사의 사이트에서도 시청할 수 있게 하고있다.

## 특집
| 에피소드         | 날짜             | 특이사항        |
| ---------------- | ---------------- | --------------- |
| 베스트 오브 2009 | 2009년 12월 28일 | 2009년의 명장면 |
| 베스트 오브 2010 | 2010년 12월 27일 | 2010년의 명장면 |

## 중계진
| 중계진                         | 년도                             |
| ------------------------------ | -------------------------------- |
| 마이크 호즈우드, 데이브 프라작 | 2009년 3월 21일 ~ 2011년 4월 4일 |
| 케빈 켈리, 나이젤 맥기니스     | 2011년 9월 24일 ~ 현재           |